# Cowboy Carter
A Cowboy Carter vagy Act II: Cowboy Carter Beyoncé amerikai énekes-dalszerző nyolcadik stúdióalbuma. Az album 2024. március 29-én jelent meg a Parkwood Entertainment és a Columbia Records gondozásában, és Beyoncé trilógia-projektjének második része a Renaissance (2022) után, amelynek alapgondolata a Covid19-világjárvány idején született meg. A leginkább countryalbumnak címkézett Cowboy Carter olyan különféle műfajokat vegyít, mint az R&B, a pop, a hiphop, a blues, a soul, a rock és a népzene.
A koncepció szerint a Cowboy Carter egy fiktív texasi rádióállomás (a KNTRY Radio vagy KNTRY Radio Texas) műsoraként kerül bemutatásra, ahol Dolly Parton, Linda Martell és Willie Nelson countryénekesek működnek közre rádiós DJ-ként. A dalokat különböző westernfilmek ihlették. Az albumon olyan kevésbé ismert country előadók is szerepelnek, mint Tanner Adell, Brittney Spencer, Tiera Kennedy, Reyna Roberts, Shaboozey és Willie Jones. Az albumon számos akusztikus hangszeren olyan zenészek játszanak, mint Stevie Wonder, Paul McCartney, Nile Rodgers és Rhiannon Giddens. Az albumot két kislemezzel – a Texas Hold ’Em és a 16 Carriages – mutatták be, előbbi az első country dal lett fekete női előadótól, amely a Billboard Hot 100 és a Hot Country Songs listájának élére került.
Megjelenésekor a Cowboy Carter átfogó kritikai elismerést kapott Beyoncé énekesi teljesítménye és az album témája miatt. A kritikák megdicsérték Beyoncé countryzene iránti elkötelezettségét, és az albumot a műfaj fekete gyökereihez szóló ódaként értelmezték. A kiadványok arról számoltak be, hogy az album hozzájárult a fekete country előadók hallgatottságának növeléséhez a streaming platformokon és a country rádiókban.

## Az albumon szereplő dalok listája
| Cowboy Carter | Cowboy Carter                                                                              | Cowboy Carter | Cowboy Carter                                                                   | Cowboy Carter | Cowboy Carter | Cowboy Carter | Cowboy Carter | Cowboy Carter | Cowboy Carter |
|               | Cím                                                                                        | Szerző(k) | Producer(ek)                                                                    | Hossz         |               |               |               |               |               |
| ------------- | ------------------------------------------------------------------------------------------ | --- | ------------------------------------------------------------------------------- | ------------- | ------------- | ------------- | ------------- | ------------- | ------------- |
| 1.            | Ameriican Requiem                                                                          | Beyoncé Knowles-Carter Jon Batiste Ernest Wilson Darius Scott Tyler Johnson Shawn Carter Stephen Stills Raphael Saadiq Derek Dixie Rhiannon Giddens Atia Boggs Camaron Ochs Michael Price Dan Walsh | Beyoncé Batiste No I.D. Dixson Johnson Khirye Tyler Kuk Harrell                 | 5:25          |               |               |               |               |               |
| 2.            | Blackbiird (Brittney Spencerrel, Reyna Roberts-cel, Tanner Adell-lel és Tiera Kennedy-vel) | Lennon–McCartney | Beyoncé Paul McCartney Tyler Harrell                                            | 2:11          |               |               |               |               |               |
| 3.            | 16 Carriages                                                                               | Knowles-Carter Dave Hamelin Boggs Saadiq | Beyoncé Hamelin Ink Saadiq Stuart White                                         | 3:47          |               |               |               |               |               |
| 4.            | Protector (Rumi Carterrel)                                                                 | Knowles-Carter Jack Rochon Ryan Beatty Ochs | Beyoncé Rochon                                                                  | 3:04          |               |               |               |               |               |
| 5.            | My Rose                                                                                    | Knowles-Carter Shawntoni Nichols | Beyoncé Mamii                                                                   | 0:53          |               |               |               |               |               |
| 6.            | Smoke Hour ★ Willie Nelson (Willie Nelsonnal)                                              | Knowles-Carter Chuck Berry Jesse Stone Leah Takele Sister Rosetta Tharpe Edward House Jr. Charles Anderson                                                                                          | Beyoncé                                                                         | 0:50          |               |               |               |               |               |
| 7.            | Texas Hold ’Em                                                                             | Knowles-Carter Elizabeth Lowell Boland Megan Bülow Brian Bates Nate Ferraro Saadiq | Beyoncé Killah B Ferraro Saadiq White Hit-Boy Mariel Gomerez                    | 3:53          |               |               |               |               |               |
| 8.            | Bodyguard                                                                                  | Knowles-Carter Saadiq Beatty Nichols Boland Leven Kali | Saadiq Beyoncé                                                                  | 4:00          |               |               |               |               |               |
| 9.            | Dolly P (Dolly Partonnal)                                                                  | Knowles-Carter Dolly Parton Takele | Beyoncé Nova Wav Rochon                                                         | 0:22          |               |               |               |               |               |
| 10.           | Jolene                                                                                     | Parton | Beyoncé Tyler Rochon Brittany Coney Denisia Andrews Alex Vickery                | 3:09          |               |               |               |               |               |
| 11.           | Daughter                                                                                   | Knowles-Carter Ochs Dixie Carter Simon Mårtensson Terius Gesteelde-Diamant | Beyoncé Ochs Dixie Simon Mårtensson                                             | 3:23          |               |               |               |               |               |
| 12.           | Spaghettii (Linda Martell-lel és Shaboozey-val)                                            | Knowles-Carter Tyler Collins Chibueze DJ Dede Mandrake Carter Gesteelde-Diamant | Beyoncé Tyler Swizz Beatz                                                       | 2:38          |               |               |               |               |               |
| 13.           | Alliigator Tears                                                                           | Knowles-Carter Tyler Gesteelde-Diamant | Beyoncé Tyler The-Dream                                                         | 2:59          |               |               |               |               |               |
| 14.           | Smoke Hour II (Willie Nelsonnal)                                                           | Knowles-Carter Hamelin Jeff Gitelman Takele | Beyoncé Hamelin                                                                 | 0:29          |               |               |               |               |               |
| 15.           | Just for Fun (Willie Jones-szal)                                                           | Knowles-Carter Hamelin Gitelman Beatty | Beyoncé Hamelin Vickery                                                         | 3:24          |               |               |               |               |               |
| 16.           | II Most Wanted (Miley Cyrus-szal)                                                          | Knowles-Carter Miley Cyrus Ryan Tedder Michael Pollack | Beyoncé Cyrus Shawn Everett Pollack Jonathan Rado                               | 3:28          |               |               |               |               |               |
| 17.           | Levii’s Jeans (Post Malone-nal)                                                            | Knowles-Carter Austin Post Gesteelde-Diamant Carter Nile Rodgers | Beyoncé The-Dream Louis Bell                                                    | 4:17          |               |               |               |               |               |
| 18.           | Flamenco                                                                                   | Knowles-Carter Nichols | Beyoncé Mamii                                                                   | 1:40          |               |               |               |               |               |
| 19.           | The Linda Martell Show (Linda Martell-lel)                                                 | Knowles-Carter Takele | Beyoncé                                                                         | 0:28          |               |               |               |               |               |
| 20.           | Ya Ya                                                                                      | Knowles-Carter Gesteelde-Diamant Harry Edwards Oliver Rodigan Carter Anaïs Marinho Brian Wilson Mike Love Lee Hazlewood Klara Mkhatshwa Munk-Hansen                                                 | Beyoncé Tyler The-Dream Harry Edwards Cadenza                                   | 4:34          |               |               |               |               |               |
| 21.           | Oh Louisiana                                                                               | Berry | Beyoncé The-Dream                                                               | 0:52          |               |               |               |               |               |
| 22.           | Desert Eagle                                                                               | Knowles-Carter Jabbar Stevens Miranda Johnson Marcus Reddick | Beyoncé Bah Christ                                                              | 1:12          |               |               |               |               |               |
| 23.           | Riiverdance                                                                                | Knowles-Carter Gesteelde-Diamant Mark Spears Rachel Keen | Beyoncé The-Dream                                                               | 4:11          |               |               |               |               |               |
| 24.           | II Hands II Heaven                                                                         | Knowles-Carter Spears Rochan Beatty Gesteelde-Diamant Hamelin | Sounwave Rochon Hamelin                                                         | 5:41          |               |               |               |               |               |
| 25.           | Tyrant (Dolly Partonnal)                                                                   | Knowles-Carter David Doman Ochs Dominik Redenczki Kobe Ezemdi Chikwendu Gesteelde-Diamant | D.A. Got That Dope Hamelin Tyler Beyoncé Harrell                                | 4:10          |               |               |               |               |               |
| 26.           | Sweet ★ Honey ★ Buckiin’ (Shaboozey-val)                                                   | Knowles-Carter Pharrell Williams Kobe Chikwendu Gesteelde-Diamant Carter Hank Cochran Harlan Howard Chibueze                                                                                        | Beyoncé Pharrell                                                                | 4:56          |               |               |               |               |               |
| 27.           | Amen                                                                                       | Knowles-Carter Scott Danielle Balbuena Hamelin Dixie Ian Fitchuk Johnson Ochs | Beyoncé Derek Dixie 070 Shake Hamelin Fitchuk Sean Solymar Johnson Ricky Lawson | 2:25          |               |               |               |               |               |
| 79:03         |                                                                                            | |                                                                                 |               |               |               |               |               |               |

Megjegyzések
- Az album eredeti bakelit kiadása nem tartalmazza a Spaghettii, a Flamenco, a The Linda Martell Show, a Ya Ya és az Oh Louisiana című dalokat.[3]
- Az album eredeti CD kiadása nem tartalmazza a Spaghettii, a Flamenco, a The Linda Martell Show, a Ya Ya és az Oh Louisiana című dalokat.[4]

### Felhasznált dalok és interpolációk
- A Blackbiird a The Beatles 1968-as Blackbird című dalának feldolgozása.[5]
- A Smoke Hour Willie Nelson hivatalos címe Smoke Hour ★ Willie Nelson, és olyan dalokból tartalmaz részleteket, mint a Grinnin’ in Your Face Son House-tól, a Maybellene Chuck Berry-től, a Don’t Let Go Roy Hamilton-tól és a Down by the River Side Rosetta Tharpe-tól.[6]
- A Jolene Dolly Parton 1973-as azonos című dalának feldolgozása,[5] némi szövegváltoztatással.[6]
- A Daughter-be belekerült a Caro Mio Ben című áriát, amelyet Tommaso Giordani írt és komponált.[7][8]
- A Spaghettii című dalban Linda Martell szólal meg, és részletet tartalmaz O Mandrake Aquecimento das Danadas című dalából.[6]
- A II Most Wanted a Fleetwood Mac Landslide című dalát dolgozza fel, amelyet Stevie Nicks írt.[6]
- A Ya Ya tartalmaz egy részletet a Lee Hazelwood által írt These Boots Are Made for Walkin’ című dalból, amelyet eredetileg Nancy Sinatra adott elő; továbbá interpolálja a Beach Boys Good Vibrations című dalát, amelyet Brian Wilson és Mike Love írt.[6]
- Az Oh Louisiana Chuck Berry azonos című dalának részletét tartalmazza, amelyet Berry írt.[6]
- A II Hands II Heaven tartalmaz egy részletet az Underworld Born Slippy Nuxx című dalából, amelyet Rick Smith, Karl Hyde és Darren Emerson írt.[9]
- A Sweet Honey Buckiin’ hivatalos címe Sweet ★ Honey ★ Buckiin’, és Patsy Cline I Fall to Pieces című dalát dolgozza fel, amelyet Hank Cochran és Harlan Howard írt.[6]

## Slágerlisták
| Slágerlista (2024)                            | Legmagasabb pozíció |
| --------------------------------------------- | ------------------- |
| Ausztrália (ARIA)                             | 1                   |
| Ausztrália Country Albums (ARIA)              | 1                   |
| Ausztria (Ö3 Austria Top 40)                  | 1                   |
| Belgium (Ultratop Flandria)                   | 1                   |
| Belgium (Ultratop Vallónia)                   | 1                   |
| Kanada (Billboard Canadian Albums Chart)      | 1                   |
| Horvátország International Albums (HDU)       | 9                   |
| Csehország (ČNS IFPI Albums Top 100)          | 5                   |
| Dánia (Hitlisten Album Top 40)                | 1                   |
| Hollandia (Dutch Charts Album Top 100)        | 1                   |
| Finnország (Musiikkituottajat Albumit Top 50) | 11                  |
| Franciaország (SNEP Album Top 100)            | 1                   |
| Németország (Offizielle Top 100)              | 1                   |
| Magyarország (MAHASZ Top 40 albumlista)       | 6                   |
| Izland (Plötutíðindi)                         | 2                   |
| Olaszország (FIMI)                            | 6                   |
| Japán (Oricon)                                | 45                  |
| Japán Digital Albums (Oricon)                 | 15                  |
| Japán Hot Albums (Billboard Japan)            | 59                  |
| Litvánia (AGATA)                              | 4                   |
| Új-Zéland (RMNZ)                              | 1                   |
| Norvégia (VG-lista Album Top 40)              | 1                   |
| Portugália (AFP Top 30 Albums)                | 1                   |
| Egyesült Királyság (Scottish Albums)          | 1                   |
| Szlovákia (ČNS IFPI)                          | 4                   |
| Spanyolország (PROMUSICAE Top 100 Álbumes)    | 1                   |
| Svédország (Sverigetopplistan)                | 1                   |
| Svájc (Schweizer Hitparade Top 100 Albums)    | 1                   |
| Egyesült Királyság (UK Albums Chart)          | 1                   |
| Egyesült Királyság (UK Country Albums)        | 1                   |
| USA Billboard 200                             | 1                   |
| USA Folk Albums (Billboard)                   | 1                   |
| USA Top Country Albums (Billboard)            | 1                   |

## Minősítések és eladási adatok
| Régió                                                            | Minősítés | Eladott példányszám |
| ---------------------------------------------------------------- | --------- | ------------------- |
| Brazília (Pro-Música Brasil)                                     | platina   | 40 000‡             |
| Kanada (Music Canada)                                            | arany     | 40 000‡             |
| Dánia (IFPI Denmark)                                             | arany     | 10 000‡             |
| Egyesült Királyság (BPI)                                         | arany     | 100 000‡            |
| ‡ Eladási+streaming példányszámok kizárólag a minősítés alapján. |           |                     |

## Megjelenési történet
| Régió       | Dátum             | Formátum(ok)                              | Kiadó(k)          | For.                 |
| ----------- | ----------------- | ----------------------------------------- | ----------------- | -------------------- |
| Világszerte | 2024. március 29. | CD digitális letöltés streaming hanglemez | Parkwood Columbia | [ 47 ] [ 48 ] [ 49 ] |

## Fordítás
Ez a szócikk részben vagy egészben  a   Cowboy Carter című angol Wikipédia-szócikk fordításán alapul.  Az eredeti cikk szerkesztőit annak laptörténete sorolja fel. Ez a jelzés csupán a megfogalmazás eredetét és a szerzői jogokat jelzi, nem szolgál a cikkben szereplő információk forrásmegjelöléseként.